# Suffolk Horse Society
La Suffolk Horse Society est la plus ancienne société d'élevage de chevaux de trait de Grande-Bretagne. Créée en 1877 avec le soutien de l'association des agriculteurs du Suffolk, elle porte à l'origine le nom de Suffolk Stud-Book Association. En plus de la gestion du stud-book de la race du Suffolk Punch, elle s'occupe de la promotion de la race à l'international et met en place des critères de sélection stricts.